# The Dune Encyclopedia
The Dune Encyclopedia est un ouvrage encyclopédique de Willis E. McNelly (en) approfondissant l'univers du cycle de Dune (de l'écrivain Frank Herbert). Compilé et édité en 1984 par Willis E. McNelly (en), le livre reçut à sa sortie l'approbation de Frank Herbert. 
Depuis la publication des romans écrits par Brian Herbert et Kevin J. Anderson, The Dune Encyclopedia est présentée par l'héritier de Frank Herbert, comme une œuvre en-dehors du canon du cycle de Dune.

## Présentation générale
En introduction, cette encyclopédie se présente elle-même comme un document issu de l'univers imaginé par Frank Herbert. Elle aurait ainsi été compilée et publiée en 15 540 A.G., soit 5 349 ans après l'arrivée de la Maison Atréides sur Arrakis, par l'archéologue Hadi Benotto.
L'encyclopédie décrit en détail et approfondit de nombreux aspects décrits dans les romans de Frank Herbert. Elle dresse en premier lieu une chronologie des événements depuis l'apparition des premières civilisations sur Terre en 19 000-16 500 avant la Guilde, jusqu'en 15 540 après la guilde, date de sa fictive publication. L'ouvrage décrit ensuite, à travers un plan alphabétique, les biographies des grands personnages, les principaux ordres (Bene Gesserit, Mentats), les différentes technologies (long-courriers, distilles) ou encore la composition de l'Épice et sa production.

## Historique
The Dune Encyclopedia est publiée par la maison d'édition Berkley Books, une filiale de Putnam, l'éditeur des romans de Frank Herbert. Elle est écrite puis publiée entre la sortie de L'Empereur-Dieu de Dune (1981) et Les Hérétiques de Dune (1984) . Pour composer cette encyclopédie,  Willis E. McNelly (en) s'entoure de quarante-deux collaborateurs.
La couverture mentionne d'ailleurs un travail non seulement « complet », mais également « autorisé ». En effet, Frank Herbert donne son approbation à cet ouvrage qu'il qualifie d'« amusant » et de « fascinant », en en écrivant l'avant-propos.
Cependant, plutôt que de prétendre contenir des faits absolus sur cet univers, l'introduction de Benotto informe les lecteurs des limites de cette encyclopédie : elle reste dépendante de sources façonnées au fil des millénaires par les intérêts de l'empereur Leto II.

## Postérité
Bien que The Dune Encyclopedia ait été saluée comme un texte de référence officiel pour l'univers du cycle de Dune au moment de sa publication, certaines des informations qu'elle contient ont été contredites dans les romans Les Hérétiques de Dune (1984), puis dans La Maison des mères (1985). 
À partir de 1999, le fils de Frank Herbert, Brian Herbert, entreprend de poursuivre l'œuvre de son père. Il s'associe alors à l'écrivain Kevin J. Anderson et publie des romans préquels, puis des suites à La Maison des mères. Dans ces romans, les deux auteurs, qui affirment s'appuyer sur des notes laissées par Frank Herbert, s'écartent alors ostensiblement de nombreux éléments décrits dans l'ouvrage de Willis E. McNelly (en). 
Aujourd'hui, en totale contradiction avec les romans écrits par Brian Herbert et Kevin J. Anderson, The Dune Encyclopedia est rejetée en dehors du canon du cycle de Dune, et présentée au contraire comme une version alternative, à mi-chemin entre la série originale de Frank Herbert et l'univers étendu développé par son fils.